# Jekaterina Davydenko
Jekaterina Jevgenjevna Davydenko fødenavn Gajduk (russisk: Екатерина Евгеньевна Давыденко (Гайдук) ; født 7. Marts 1989 i Toljatti) er en kvindelig russisk håndboldspiller der spiller for Lada Togliatti.